# Unbemanntes Landfahrzeug

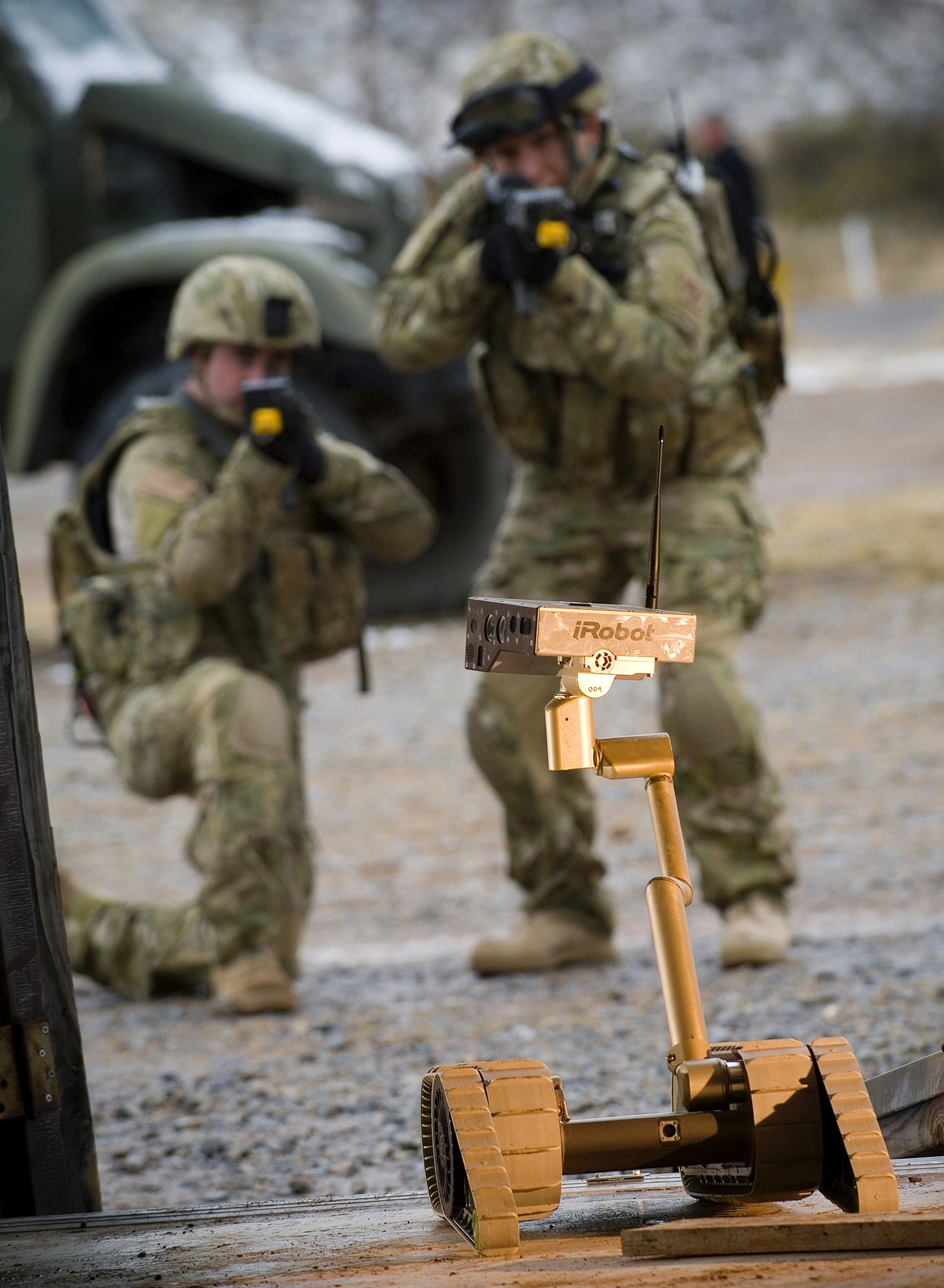
Packbot der US-Armee

Ein unbemanntes Landfahrzeug oder eine Boden- oder Landdrohne (engl. unmanned ground freeride vehicle UGV) ist ein Landfahrzeug, das ohne Fahrer auskommt. Das Fahrzeug wird entweder ferngesteuert oder handelt autonom (vgl. hierzu autonomes Landfahrzeug). Ein ferngesteuertes Fahrzeug wird im englischen als ROV (remotely operated vehicle) bezeichnet. Eingesetzt werden sie zum Beispiel in Bereichen, die für Menschen zu gefährlich wären. In der Gegenwart ist die Fähigkeit zum autonomen Handeln weiter gestiegen, was diesen Robotern weitere Tätigkeitsfelder eröffnete.

## Aufgaben von unbemannten Fahrzeugen

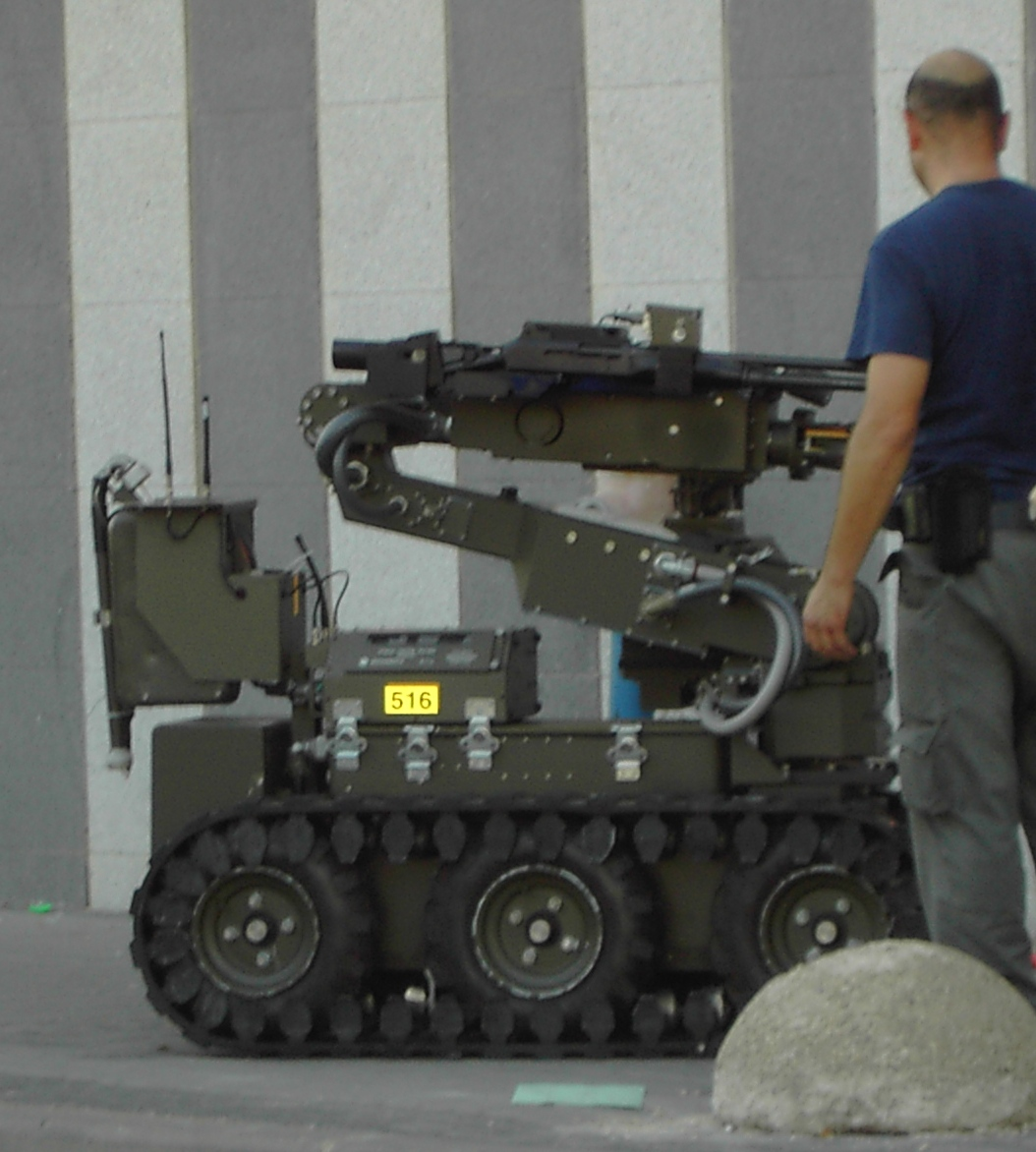
Bombenentschärfungsroboter der israelischen Polizei bei einem Einsatz vor einem Supermarkt in Afula, September 2006

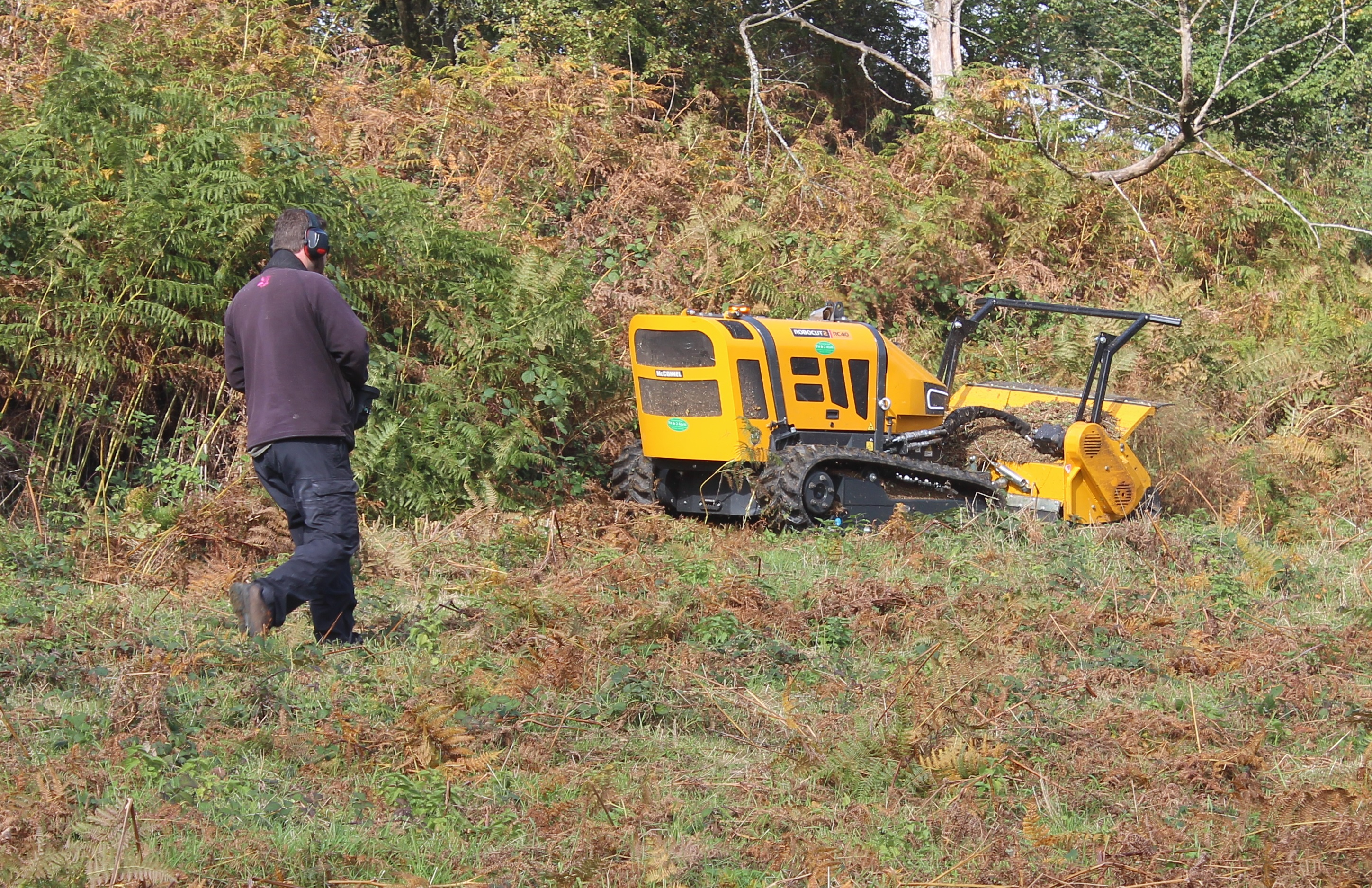
Ferngesteuerte Mähmaschine in Croft Amberly, einer Festung aus der Eisenzeit in England.

Unbemannte Fahrzeuge werden heute hauptsächlich von Polizei und Militär eingesetzt, wie etwa der SWORDS-Roboter zur Bekämpfung von harten oder weichen Zielen (englisch: UGCV), bei Bombenentschärfungen (EOD-Roboter) oder bei der Suche nach Sprengfallen.
Die US-amerikanische DARPA fördert die Entwicklung vollkommen autonomer Fahrzeuge mit der DARPA Grand Challenge.
Daraus sind beispielsweise die Autos Stanley, Junior und H1ghlander hervorgegangen.
Nach der Tschernobyl-Katastrophe wurden ferngesteuerte Roboter von Liquidatoren eingesetzt, die bei den Aufräumarbeiten von radioaktiven Material halfen. Deren Mikroelektronik hat aber bei zu hoher Strahlenbelastung versagt.
Ferngesteuerte unbemannte Landfahrzeuge kommen in Kriegen mitunter zum Transport von Nahrungsmitteln und Verwundeten, zum Verlegen von Stacheldraht und Minen oder auch als Waffe zum Einsatz. Spätestens im Russisch-Ukrainischen Krieg wurden unbemannten Landfahrzeuge diese Aufgaben zuteil.

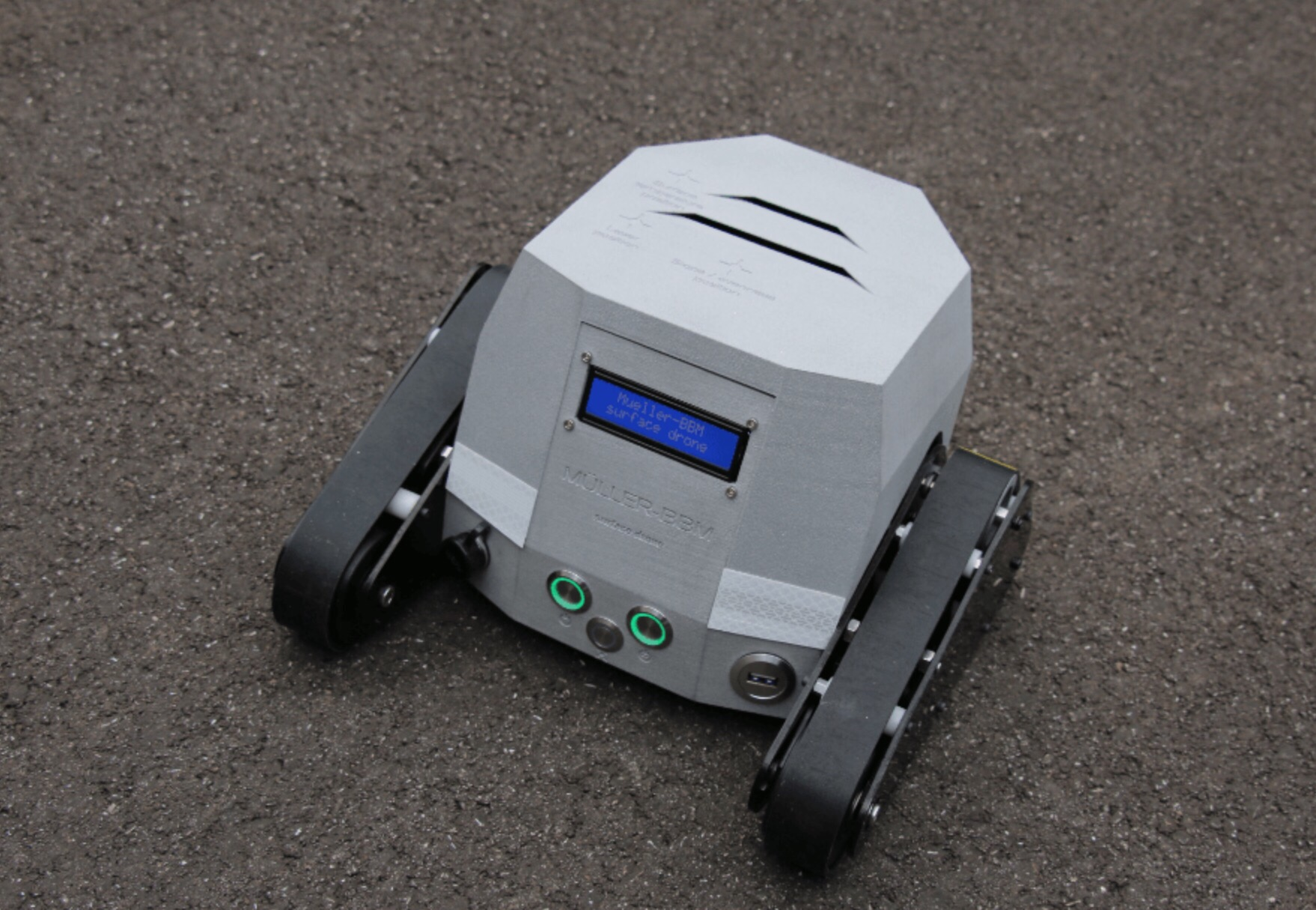
surface drone Messsystem zur Bestimmung der Textur und Ebenheit von Fahrbahndeckschichten (Müller-BBM)

Neben dem militärischen und polizeilichen Einsatz werden unbemannte Fahrzeuge auch im zivilen Bereich eingesetzt, z. B. in den Ingenieurwissenschaften zur Messung und Charakterisierung der Eigenschaften von Fahrbahndeckschichten. Unbemannte Fahrzeuge agieren als Träger für verschiedene Sensoren, Auswerte- und Anzeigesysteme und erlauben es Fahrbahneigenschaften kontinuierlich zu messen.

## Drohnentypen

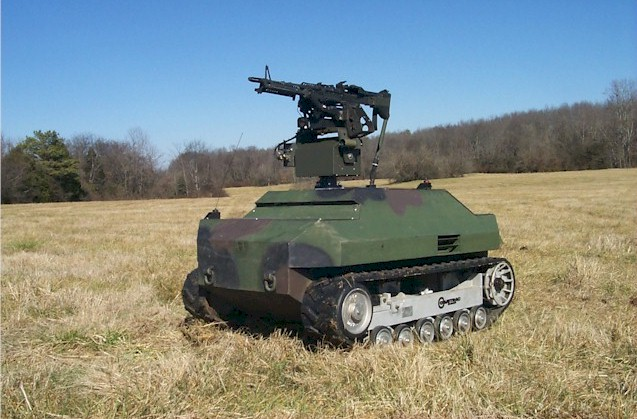
TUGV/UGCV: Gladiator des USMC

- EOD-Roboter (Explosive Ordnance Disposal Roboter) sind ferngesteuerte Fahrzeuge zur Bombenentschärfung.
- SUGV (Small Unmanned Ground Vehicle) sind Erkundungsroboter.
- TUGV (Tactical Unmanned Ground Vehicle) sind militärische Roboter mit taktischer Reichweite zur Aufklärung, zum Transport oder zum Kampf.
- UGCV (Unmanned Ground Combat Vehicle) ist ein Kampfroboter wie SWORDS.
- UGV (Unmanned Ground Vehicle) ist allgemein ein unbemanntes Bodenfahrzeug.

Neben Rad- und Kettenfahrzeugen werden gelegentlich auch Roboter mit humanoiden oder bionischen Fortbewegungsarten wie Quadrupoden (quadrupeds) als UGV bezeichnet.